# Nuoto ai XVI Giochi del Mediterraneo - 50 metri farfalla femminili

## Record
Prima di questa competizione, il record del mondo (WR) e il record dei Giochi del Mediterraneo (GR) erano i seguenti:
|    | 25"33 | Marleen Veldhuis Paesi Bassi | 19 aprile 2009 Amsterdam, Paesi Bassi |
| GR | 27"55 | Elena Gemo Italia            | 27 giugno 2005 Almería, Spagna        |

Durante l'evento sono stati migliorati i seguenti record:
| Data      | Evento      | Atleta              | Nazione | Tempo | Record |
| --------- | ----------- | ------------------- | ------- | ----- | ------ |
| 30 giugno | 1ª batteria | Kristel Vourna      | Grecia  | 27"10 | GR     |
| 30 giugno | 2ª batteria | Cristina Maccagnola | Italia  | 26"90 | GR     |
| 30 giugno | 3ª batteria | Mélanie Henique     | Francia | 26"86 | GR     |
| 30 giugno | Finale      | Mélanie Henique     | Francia | 26"37 | GR     |

## Batterie
Martedì 30 giugno, alle ore 10:40 CEST, si sono svolte 3 batterie di qualificazione.
| #  | Batteria | Corsia | Atleta                      | Nazionalità          | Tempo | Note |
| -- | -------- | ------ | --------------------------- | -------------------- | ----- | ---- |
| 1  | 3        | 4      | Mélanie Henique             | Francia              | 26"86 | GR   |
| 2  | 2        | 4      | Cristina Maccagnola         | Italia               | 26"90 | GR   |
| 3  | 3        | 7      | Anna Schoholeva             | Cipro                | 27"03 | Q    |
| 4  | 1        | 3      | Kristel Vourna              | Grecia               | 27"16 | GR   |
| 5  | 2        | 5      | Iris Rosenberger            | Turchia              | 27"19 | Q    |
| 6  | 3        | 5      | Chiara Mazzoni              | Italia               | 27"31 | Q    |
| 7  | 2        | 3      | Monika Babok                | Croazia              | 27"43 | Q    |
| 8  | 1        | 4      | Angela San Juan Cisneros    | Spagna               | 27"45 | Q    |
| 9  | 1        | 5      | Araceli Herraez De La Calle | Spagna               | 27"51 |      |
| 10 | 3        | 3      | Magali Rousseau             | Francia              | 27"80 |      |
| 11 | 1        | 2      | Theodora Drakou             | Grecia               | 27"82 |      |
| 12 | 3        | 2      | Tina Dobovsek               | Slovenia             | 28"03 |      |
| 13 | 3        | 6      | Fella Bennaceur             | Algeria              | 28"06 |      |
| 14 | 2        | 7      | Maria Papadopoulos          | Cipro                | 28"16 |      |
| 15 | 2        | 2      | Danijela Djikanovic         | Serbia               | 28"45 |      |
| 16 | 1        | 6      | Sofija Djelic               | Slovenia             | 28"66 |      |
| 17 | 1        | 7      | Gizem Kcam                  | Turchia              | 29"25 |      |
| 18 | 2        | 1      | Shahrazad Ramond            | Marocco              | 29"36 |      |
| 19 | 1        | 1      | Lilia Karrakchou            | Marocco              | 29"89 |      |
| 20 | 3        | 8      | Selma Atic                  | Bosnia ed Erzegovina | 29"92 |      |
| 21 | 3        | 1      | Simona Muccioli             | San Marino           | 30"48 |      |
| 22 | 1        | 8      | Laila Kamal Arhat           | Libia                | 32"27 |      |
| 23 | 2        | 8      | Asmahan Farhat              | Libia                | 35"13 |      |

## Finale
La finale, che si svolge martedì 30 giugno alle ore 18:22, viene vinta dalla francese Mélanie Henique che stabilisce il nuovo record dei Giochi con il tempo di 26"37.
| Posizione | Corsia | Atleta                   | Paese   | Tempo | Note |
| --------- | ------ | ------------------------ | ------- | ----- | ---- |
|           | 4      | Mélanie Henique          | Francia | 26"37 | GR   |
|           | 5      | Cristina Maccagnola      | Italia  | 26"65 |      |
|           | 8      | Angela San Juan Cisneros | Spagna  | 26"80 |      |
| 4         | 6      | Kristel Vourna           | Grecia  | 27"01 |      |
| 5         | 3      | Anna Schoholeva          | Cipro   | 27"27 |      |
| 6         | 2      | Iris Rosenberger         | Turchia | 27"30 |      |
| 7         | 7      | Chiara Mazzoni           | Italia  | 27"33 |      |
| 8         | 1      | Monika Babok             | Croazia | 27"50 |      |